# Белая крепость (Сараево)
Белая крепость (Белый бастион, босн. Bijela Tabija, хорв. Bijela Tabija, серб. Бијела Табија) — фортификационное сооружение, возвышающийся над историческим центром Сараево на высоте 667 м над уровнем моря. Она построена из известняка и использовалась как жильё для артиллерийского расчёта и склад боеприпасов. В её толстых стенах есть бойницы для пушек.
Точный год постройки точно неизвестен. Одна из версий предполагает, что Белая крепость была построена около 1550 года, но была разрушена во время строительства старого города Вратник, после чего на её месте был возведён новый форт. Согласно другой версии, на месте Белой крепости в Средние века существовала крепость, типичная для оборонительных сооружений того времени, защищавших близлежащие поселения. Расположение Белой крепости, с видом на всю долину Сараево, хорошо подходит для размещения средневековой крепости. А поскольку подтверждено, что на месте современного Сараево существовало средневековое поселение Торник, можно предположить, что у этого поселения должна была быть крепость для его защиты.
Это была крепость с прямоугольным основанием, сопровождаемая четырьмя квадратными башнями по углам и пятой над входными воротами. Такая форма классифицирует её как здание конца XIV или начала XV века, что точно совпадает со временем, когда первое упоминание о средневековом населённом пункте на месте современного Сараева появляется в письменных документах.
С 9 сентября 1971 года Белая крепость является национальным памятником Боснии и Герцеговины. Однако, уже до Боснийской войны комплекс пришёл в упадок из-за отсутствия должного обслуживания и краж камня местным населением для строительства собственного жилья, что привело к частичному сносу крепостных валов. Во время войны крепость неоднократно обстреливалась из тяжёлых орудий. Лишь по окончании войны были проведены некоторые работы по восстановлению. Планы по реставрации и возрождения крепости остаются в стадии реализации. Предполагается сделать Белую крепость туристической достопримечательностью.